# NGC 5726
NGC 5726 je eliptična galaktika u zviježđu Vazi. 

## Vanjske poveznice
- (engl.) SEDS: NGC 5726
- (engl.) Hartmut Frommert: Revidirani Novi opći katalog
- (engl.) Izvangalaktička baza podataka NASA-e i IPAC-a
- (engl.) Astronomska baza podataka SIMBAD
- (engl.) VizieR
- DSS-ova slika NGC 5726  Arhivirana inačica izvorne stranice od 9. travnja 2016. (Wayback Machine)
- (engl.) Auke Slotegraaf: NGC 5726 Deep Sky Observer's Companion
- (engl.) Courtney Seligman: Objekti Novog općeg kataloga: NGC 5700 - 5749